# ハーヴェイ (映画)
『ハーヴェイ』（Harvey）は1950年のアメリカ合衆国のコメディ映画。
監督はヘンリー・コスター、出演はジェームズ・ステュアートとジョセフィン・ハルなど。
原作は1944年にブロードウェイで初上演されたメアリー・チェイスによる同名戯曲であり、チェイス自ら脚色に加わっている。
なお、原作戯曲は1945年のピューリッツァー賞（戯曲部門）を受賞している。
主人公の姉を演じたジョセフィン・ハルは、原作戯曲の初演時に同じ役を演じており、その映画化作品である本作でアカデミー助演女優賞を受賞している。
同原作の映像化作品は複数あり、その中にはテレビ映画『ハーヴィ/裸のウサギを持つ男』（1996年）がある。
また本作はのちにカルト映画として扱われるようになり、多くの映画がオマージュを捧げている。

## ストーリー

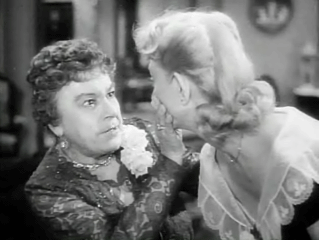
ヴィタ（ジョセフィン・ハル）とその娘マートル・メイ（ヴィクトリア・ホーン）

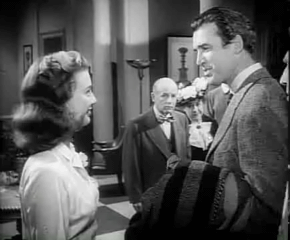
ケリー看護師（ペギー・ダウ）とエルウッド（ジェームズ・ステュアート）。背後にいるのはギャフニー弁護士（ウィリアム・リン）。

米国中西部にあるグレンドーラという小さな町の名門ダウド家の当主エルウッドは、ハーヴェイという大きなウサギと親友であるという幻想を抱いており、同居する姉のヴィタや彼女の娘マートル・メイを困らせていた。
ある日、ヴィタは娘の婿探しという名目でパーティーを開くも、行きつけの酒場から帰ってきたエルウッドがハーヴェイを紹介しだしたため、パーティーはお開きになってしまう。
困り果てたヴィタは弟を精神病院・チャムリー療養所に入れようとするも、この療養所のスタッフであるサンダーソン医師がヴィタを患者と間違えてしまった上、エルウッドと意気投合してしまう。
その後、療養所の院長であるチャムリー医師はエルウッドが出て行ったのを見て、間違いに気づいてヴィタを退院させる。
一方、療養所を後にしたエルウッドは酒場でサンダーソン医師と看護師のミス・ケリーの仲立ちをしたところで、ウィルソンという別の看護師に見つかってしまい、病院へ連れ戻される。

## 登場人物
エルウッド・P・ダウド
名門ダウド家当主。42歳。
なお、アルコール使用障害であることが示唆されているものの、飲酒するのは一場面のみである。
ヴィタ・ルイーズ・シモンズ
エルウッドの歳の離れた姉。エルウッドと同居。
ミス・ケリー
看護婦。
サンダーソン医師
精神病院「チャムリー療養所」の若い医師。
チャムリー医師
チャムリー療養所の院長。
マートル・メイ・シモンズ
ヴィタの娘。
マーヴィン・ウィルソン
粗暴な看護士。
ギャフニー弁護士
ヴィタの顧問弁護士。

## キャスト
| 役名                       | 俳優                     | 日本語吹替 | 日本語吹替 | 日本語吹替 |
| 役名                       | 俳優                     | テレビ版   | Blu-ray版  | 機内上映版 |
| -------------------------- | ------------------------ | ---------- | ---------- | ---------- |
| エルウッド・P・ダウド      | ジェームズ・ステュアート | 家弓家正   | 根本泰彦   | 納谷六朗   |
| ヴィタ・ルイーズ・シモンズ | ジョセフィン・ハル       | 京田尚子   |            |            |
| ミス・ケリー               | ペギー・ダウ             | 鈴木弘子   |            |            |
| サンダーソン医師           | チャールズ・ドレイク     |            |            |            |
| チャムリー医師             | セシル・ケラウェイ       |            | 勝部演之   |            |
| マートル・メイ・シモンズ   | ヴィクトリア・ホーン     |            |            |            |
| マーヴィン・ウィルソン     | ジェシー・ホワイト       |            |            |            |
| ギャフニー弁護士           | ウィリアム・リン         |            | 後藤哲夫   |            |
| タクシー運転手             | ウォーレス・フォード     |            | 西村太佑   |            |

- テレビ版：初回放送1973年9月7日 NETテレビ

## トリビア
ジョセフィン・ハルとジェシー・ホワイトは、原作戯曲のブロードウェイでの初演にも出演しており、更にホワイトは1972年のテレビ版にも出演している。

## 他作品への引用・言及
映画業界を題材とした日本の小説『スタッフロール』（著：深緑野分、2022年刊行）では、本作に関する言及がある。